# Tupolev Tu-134
O Tupolev Tu-134 (Designação da NATO: Crusty) é um avião civil e de uso militar soviético/russo. Modelo originado a partir da evolução do modelo Tu-124 que foi  o primeiro avião comercial do mundo movido a motores Turbofan. A diferença do Tu-124 para o 134 estava basicamente na disposição dos motores que passaram para o cone da cauda. O número de passageiros transportados era de 72 em classe única. A Tupolev também fez melhorias no modelo; o Tu-134A tinha novos motores e o Tu-134B tinha maior capacidade de passageiros e maior alcance Estas mudanças visavam, em maior parte, a adequação às necessidades da companhia aérea soviética Aeroflot e de outras companhias dos países da "Cortina de Ferro". A aeronave é uma resposta da então União Soviética (atual Rússia) ao norte-americano McDonnell Douglas DC-9 e ao britânico BAC 1-11 por ele ter os dois motores na traseira e cauda em T.

## Variantes
- Tu-134 Designação original Tu-124A
- Tu-134A
- Tu-134A-2
- Tu-134A-3
- Tu-134A-5
- Tu-134B
- Tu-134BV
- Tu-134LK
- Tu-134UBL
- Tu-134UBK
- Tu-134BSh
- Tu-134SKh